# 都道府県指定有形民俗文化財分類別一覧
都道府県指定有形民俗文化財分類別一覧（とどうふけんしていゆうけいみんぞくぶんかざいぶんるいべついちらん）は、都道府県指定の有形民俗文化財を分野別に分類して一覧形式でまとめたものであるが、全てを網羅しているわけではない。

## 衣
- 南部地方の紡織用具及び麻布〔青森県青森市〕
- 食行身禄の御身被及び行衣、野袴〔山梨県富士吉田市〕
- 金森内室化粧道具〔岐阜県郡上市〕
- 髪飾用具〔福島県相馬市〕

## 食
- 宇賀神社古式醸造用具〔香川県三豊市〕
- 流山のみりん醸造用具〔千葉県流山市加〕
- 東京湾ののり生産用具〔千葉県木更津市太田〕
- わらび粉作り道具〔岐阜県高山市〕

## 住
- 江差姥神町横山家〔北海道江差町〕
- 小宗家屋敷〔東京都八王子市〕
- 目黒家住宅〔新潟県魚沼市〕
- 灯火用具〔広島県北広島町〕
- 釜の民家〔島根県隠岐郡隠岐の島町〕

## 生産・生業
- 古樺細工〔秋田県仙北市角館〕
- 阿仁マタギ用具〔秋田県北秋田市〕
- 尾去沢鉱山資料（鉱山用具77点 鉱山作業絵図2点）〔秋田県鹿角市〕
- 三春人形木型〔福島県郡山市〕
- アンギン工具〔新潟県中魚沼郡津南町〕
- 三重県水産図解〔三重県津市〕
- 三重県水産図説〔三重県津市〕
- 鎌コレクション〔福井県福井市〕
- 鴨居の漁撈用具コレクション〔神奈川県横須賀市深田台〕
- 城ヶ島漁撈用具コレクション 〔神奈川県三浦市三崎町城ヶ島〕
- 菅谷タタラ製鉄用具〔島根県雲南市〕
- 藍寝床〔徳島県名西郡石井町〕

## 交通・運輸・通信
- アイヌ丸木船及び推進具〔北海道苫小牧市〕
- 八郎潟出土くり船〔秋田県潟上市〕
- 井田川のまるき船〔福島県浪江町〕
- カンジキコレクション〔新潟県新潟市〕
- 諏訪湖のまるた船〔長野県下諏訪町〕
- 二州宿本陣宿帳〔愛知県豊橋市〕
- 津波警告板〔和歌山県西牟婁郡白浜町〕
- サバニ〔島根県松江市美保関町〕
- ともど〔島根県松江市美保関町〕

## 社会生活
- 検地竿〔秋田県仙北市田沢湖〕
- 火消し行列〔茨城県常陸太田市〕
- 上中尾の猪垣〔埼玉県秩父市〕
- 上菅口の郷倉〔山梨県甲斐市〕
- 下菅口の郷倉〔山梨県甲斐市〕

## 信仰
- アイヌの腰刀〔青森県むつ市〕
- 銀熨斗包印籠刻蝦夷腰刀拵〔青森県むつ市〕
- 高照神社奉納額絵馬〔青森県弘前市〕
- 相馬野馬追額〔福島県南相馬市〕
- 旧 福聚院修験資料〔福島県西会津町〕
- 旧 修験佐藤家所蔵修験資料〔福島県西会津町〕
- 新勝寺 絵馬類〔千葉県成田市成田〕
- 藤沢の信仰用具コレクション〔神奈川県藤沢市朝日町〕
- ひょうげ祭の神具〔香川県高松市〕
- 千燈寺修正鬼会面〔大分県国東市〕
- 切支丹柄鏡〔大分県佐伯市〕
- 鹿児島市山田町の田の神〔鹿児島県鹿児島市〕

## 民俗知識
- 人面獣心の壁書〔栃木県大田原市黒羽〕
- 桜井神社の算額〔愛知県安城市〕
- 大御堂寺の算額〔愛知県知多郡美浜町〕
- 大塩八幡宮の算額〔福井県越前市国兼町〕—通称「鶴亀松竹の算額」
- 伊佐爾波神社の算額〔愛媛県松山市桜谷町〕—22面一括
- 大西文庫〔岐阜県大野郡〕
- 宮古の石風呂〔三重県度会郡玉城町〕
- 刻限日影石〔三重県いなべ市〕
- 石風呂〔大分県臼杵市ほか〕
- 桑名日記・柏崎日記〔三重県桑名市多度〕

## 民俗芸能・娯楽・遊戯
- 福山山車の人形その他附属品〔北海道松前町〕
- 差姥神神社祭礼山車・神功山人形および付属品〔北海道江差町〕
- 差姥神神社祭礼山車松宝丸〔北海道江差町〕
- 高倉人形一括〔福島県郡山市〕
- 日立風流物人形類〔茨城県日立市〕
- とちぎの山車〔栃木県栃木市〕
- 出牛人形〔埼玉県秩父郡皆野町〕
- 甲賀神社の鹿面〔千葉県佐倉市羽鳥〕
- 迎接寺の鬼舞面 附 衣装11点 菊紋葵紋付桐箱1合〔千葉県成田市冬父〕
- 豊田の人形芝居首及び衣装〔千葉県南房総市谷頭〕
- 広済寺の鬼来迎面〔千葉県横芝光町虫生〕
- 浄福寺の鬼舞面 附 用具及び縁起台本〔千葉県香取市下小堀〕
- 三番叟面 〔神奈川県三浦市三崎〕
- 人形首〔新潟県佐渡市新穂〕
- 犬山祭の山車〔愛知県犬山市〕
- 高山祭屋台〔岐阜県高山市〕
- 恵那人形文楽頭〔岐阜県中津川市川上〕
- 牛頭〔和歌山県那智勝浦町〕
- 相撲桟敷〔兵庫県朝来市〕
- 津山だんじり〔岡山県津山市〕
- 節句どろ人形〔広島県三原市〕
- 糸あやつり人形〔島根県益田市〕
- 唐津山笠〔佐賀県唐津市西域内〕

## 人の一生
- 長岡の産小屋〔愛知県北設楽郡東栄町〕
- 佐柳島長崎の埋め墓〔香川県仲多度郡多度津町〕

## その他
- 農村生活用具一覧〔千葉県多古町多古〕
- 獅子形墨壺〔神奈川県鎌倉市〕
- 十津川郷土館民俗資料〔奈良県吉野郡十津川村〕